# فيليب كوتريل
فيليب كوتريل (بالإنجليزية: Phillip Cottrell)‏ هو صحفي نيوزيلندي، ولد في 5 يونيو 1968، وتوفي في 11 ديسمبر 2011.